# Maki Hojo
Maki Hojo alias Rōmaji Maki Houjou ou Maki Houjo (北条 麻妃, Hōjō Maki) précédemment connue sous le nom de Sayuri Shiraishi (白石 さゆり, Shiraishi Sayuri), est une idole japonaise du film pornographique dans la catégorie femmes d'âge mûr (熟女, jukujo) classée, en occident, comme MILFs. Elle a cependant été la vedette de quelques films conventionnels. Elle est réputée pour sa plastique, ses rôles de MILF et la pornographie extrême à laquelle elle se livre, à l'exception de la sodomie.

## Biographie
Hojo nait le 24 décembre 1973 ou 26 mars 1974 à Ishikawa, Japon et habite Toukyouto. Elle est une adepte du sport dont le tennis qui lui a valu une silhouette svelte, mince et élancée. Son sport favori est le football bien qu'elle ne le pratique pas. Souriante, grande pour une japonaise, dotée de belles jambes, elle paraît plus jeune que son âge réel mais interprète souvent des rôles de MILF.

## Préférences
Bisexuelle, elle préfère cependant la compagnie des femmes. Décrite comme "cougar" asiatique, elle recherche les hommes beaucoup plus jeunes qu'elle pour copuler.

## Carrière
Elle travaille pour différents studios nippons dont Attackers, célèbre pour ses scènes de viol simulé, ainsi que Das, réputés pour leur pornographie extrême, et Tokyo Hot dont les films exposent les détails les plus intimes de son anatomie tels que sa vulve en gros plan ou sa filière génitale vue au spéculum.
Hojo commence sa carrière tardivement pour sa spécialité, en mai 2008 fous le nom de Sayuri Shiraishi dans la vidéo Married Woman's Debut (初めての人妻さん) sous la direction de Goro Tameike . Kemuta Ōtsubo, critique en films pornographiques pour le compte du site Internet Allabout, la qualifie comme étant une des plus importantes actrices du genre pour l'année 2008 et la classe sixième.
Elle tourne pour différents studios d'Hokuto dont Madonna, spécialisés dans le créneau des femmes d'âge mûr et figure comme l'actrice principale au générique de la vidéo dirigée par Goro Tameike intitulée Stepmother Slave (義母奴隷)sous le nom de Sayuri Shiraishi qui remporte le Grand Prix de l'AV Open 2008 dans la catégorie Best Mature Video mettant en scène des femmes d'âge mûr. When the major Japanese adult video distributor DMM held a poll of its customers in 2012 to choose the 100 all-time best AV actresses to celebrate the 30th anniversary of adult videos in Japan, Hojo finished in 18th place.
Elle prendra l'alias de Maki Hojo, sous lequel elle tournera désormais, le 15 avril 2009 .
Les studios Dream Ticket publient la vidéo Female Teacher Seduction (誘惑、女教師) le 15 avril 2009. Elle y parait, pour la première fois, sous son pseudonyme actuel de Maki Hojo.

## Filmographie partielle
Les titres sont à la fois en anglais et en japonais. Les titres japonais, qui apparaissent sur la couverture de la boîte, sont traduits en anglais ou sont ceux utilisés lors de leur parution en langue anglaise. Ils ne sont pas toujours en rapport.

### Films pornographiques
| Titre du film | Producteur N° d'identification     | Réalisateur    | Parution   | Notes |
| --- | ---------------------------------- | -------------- | ---------- | --- |
| Beautiful Ass Wife Cowgirl Position Enthusiast 美尻奥さま騎乗位狂い Bijiri okusama kijō-i kurui                                               | Aleddin / Takara Visual (SPRD-300) | Dai Omura      | 02-07-2009 | Série Enthusiast Position « Cowgirl »                                                                           |
| Hospitalized Wife - Maki's Distress 入院妻 麻妃の憂い Nyūin tsuma Maki no urei                                                                | Madonna (JUC-115)                  | Tatsuwo Hifumi | 07-07-2009 | |
| Violated Sister-in-Law 犯された義姉 Okasa reta gishi                                                                                          | Madona (JUC-151)                   | Vince Togo     | 07-09-2009 | Série Violated Sister-in-Law                                                                                    |
| Immoral Apartment Complex Wife 背徳の団地妻 Haitoku no danchi tsuma                                                                           | Madonna (JUC-172)                  | [Jo］Style     | 07-10-2009 | Série Immoral Apartment Complex Wife                                                                            |
| Madonna Academy 7 マドンナ学園7 Madon'na gakuen 7                                                                                             | Madonna (JUC-180)                  | Eitarō Haga    | 25-10-2009 | Série Madonna Academy Avec Ellen Joe, Yuko Ishibashi, Tamaki Yasuoka & Mari Akai                                |
| Shameful Retirement Home 2 恥辱の老人ホーム2 Chijoku no rōjin hōmu 2                                                                          | Madonna (JUC-204)                  | Tatsuwo Hifumi | 25-11-2009 | Série Shameful Retirement Home                                                                                  |
| Madonna Fan Thanksgiving: Mix Hot Spring Bus Tour 5 マドンナファンの集い 混浴温泉バスツアー 5 Madonna fan no tsudoi kon'yoku onsen basutsuā 5 | Madonna (JUC-274)                  | Mohikaru       | 25-03-2010 | Série Madonna Fan Thanksgiving Avec 13 actrices dont Ayane Asukara, Yu Kawakami, Reiko Nakamori & Mari Hosokawa |
| Another Mix Hot Spring Bus Tour 5 マドンナファンの集い 5 Mōhitotsu no Kon'yoku onsen basutsuā 5                                               | Madonna (JUC-298)                  | Mohikaru       | 25-04-2010 | Série Madonna Fan Thanksgiving Avec 13 actrices dont Ayane Asukara, Yu Kawakami, Ellen Joe & Mari Hosokawa      |
| Cosplay Mature Goddess 5 コスッて熟女神 5 Kosutte tsukudzuku megami 5                                                                         | Mil (KMI-063)                      | Kyoichi        | 12-12-2010 | Série Cosplay Mature Goddess                                                                                    |
| Mother-in-Law Will Guide You With Nakadashi 中出しお義母さんが教えてあげる Naka dashi o gibo-san ga oshieteageru                              | Big Morkal (MCSR-065)              | Yumeji         | 25-05-2012 | Série Mother-in-LawWill Guide You With Nakadashi                                                                |
| Beautiful Mature Woman Soap Princess Palace 美熟女ソープ壺姫御殿 Bi jukujo sōpu tsubo hime goten                                              | Madonna (JUC-815)                  | Vince Togo     | 07-05-2012 | Série Beautiful Mature Woman Soap Princess Palace                                                               |
| Sister-in-Law Belongs To Me 兄嫁は僕のモノ Aniyome wa boku no mono                                                                            | KMP / Madams (MADA-032)            | Hideto Aki     | 10-08-2012 | Série Sister-in-Law Belongs To Me                                                                               |

### Films conventionnels
- "7sta Bratch!" (2010) Série TV .... Elle y interprète son propre personnage;
- Dorîmu ûman Vol.70 (2009) (V) .... Elle y interprète son propre personnage.

## Récompenses et reconnaissance
2006 : Prix attribué par Moodyz en 2006 ; Cinquième place .
2012 : Adult Broadcasting Awards retransmis par SKY PerfecTV! Prix de la Meilleure Actrice dans la catégorie Âge Mûr le 14 février 2012 pour la vidéo Female Teacher Seduction (誘惑、女教師).
2012 : Lors d'une étude dont le but est de classer les 100 meilleures actrices pornographiques de tous les temps, Maki Hojo se positionne à la 18e place. Cette étude est commanditée par le distributeur DMM auprès d'un panel d'habitués du genre à l'occasion du 30e anniversaire de la parution de vidéos pornographiques au Japon.